# 马恩河畔诺让
马恩河畔诺让（法語：Nogent-sur-Marne，法語發音：[nɔʒɑ̃ syʁ maʁn] ⓘ），法国中北部城市，法兰西岛大区马恩河谷省的一个市镇，同时也是该省的一个副省会，下辖马恩河畔诺让区，其市镇面积为2.8平方公里，2022年1月1日时人口数量为32,998人，在法国城市中排名第244位。
马恩河畔诺让位于马恩河谷省北部，马恩河右岸，是一个区域性的行政中心。马恩河畔诺让也是巴黎东部的一个卫星城，距离巴黎市区大约10公里，通过法兰西岛大区快铁A线连接。

## 地名来源
“诺让”一名来源于高卢语单词“Nouiomagos”，意为“新的集市”，法国各地还有数十个包含此名称的市镇。

## 历史

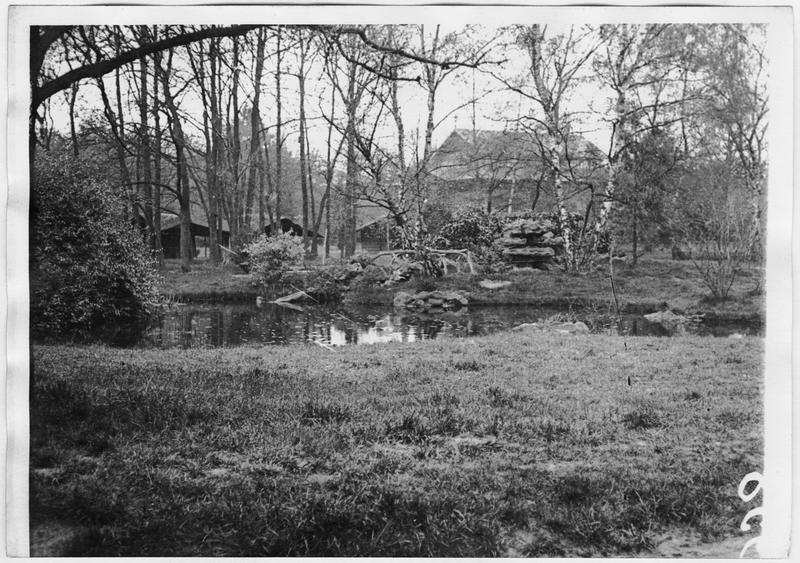
20世纪初马恩河畔诺让境内的一处水塘

公元6世纪时，法兰克国王希尔佩里克一世在马恩河畔诺让境内修建的一处宫殿，该地以“Novigentum”的形式被都尔的额我略记载，并出现于其公元581年发表的手记中。公元12世纪时，马恩河畔诺让境内出现一处教堂。17至18世纪时，得益于文森森林的自然风光以及马恩河的通航条件，大批来自巴黎的贵族及商人在马恩河畔诺让定居，当地出现了一处手工业商品集市。法国画家让-安托万·华托于1721年逝世于马恩河畔诺让。法国大革命后，马恩河畔诺让成为塞纳省的一个市镇。工业革命期间，马恩河畔诺让人口数量快速增加，一条连接巴黎市区巴士底广场和韦尔讷伊莱唐的通勤铁路于1854年建成通车，马恩河畔诺让出现了大批居民建筑，成为巴黎东部的一个中产阶级卫星城。此后，一条连接马恩河畔诺让和谢勒的有轨电车亦建成运行，后改为巴黎113路公共汽车。意大利统一战争期间，大批来自努雷河谷的居民逃难并驻扎于马恩河畔诺让。1964年，马恩河畔诺让被划入新设立的马恩河谷省内，并成为该省的一个副省会。

## 地理

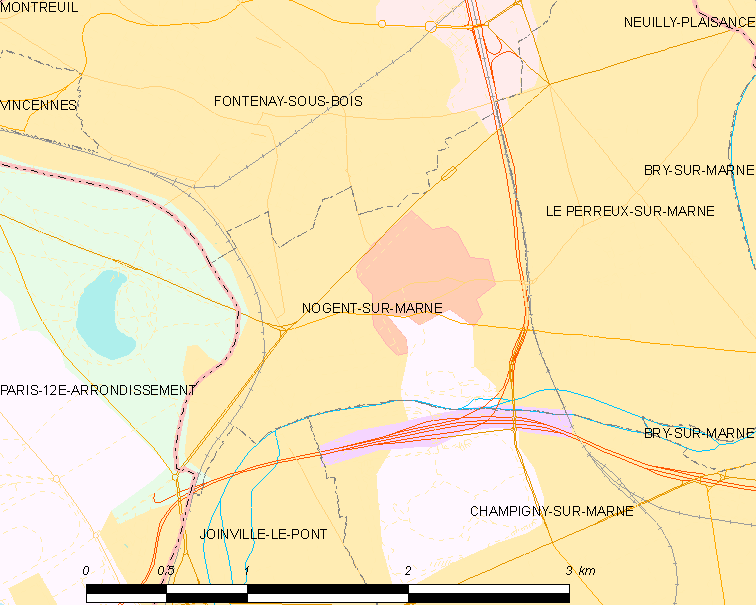
马恩河畔诺让市镇范围地图

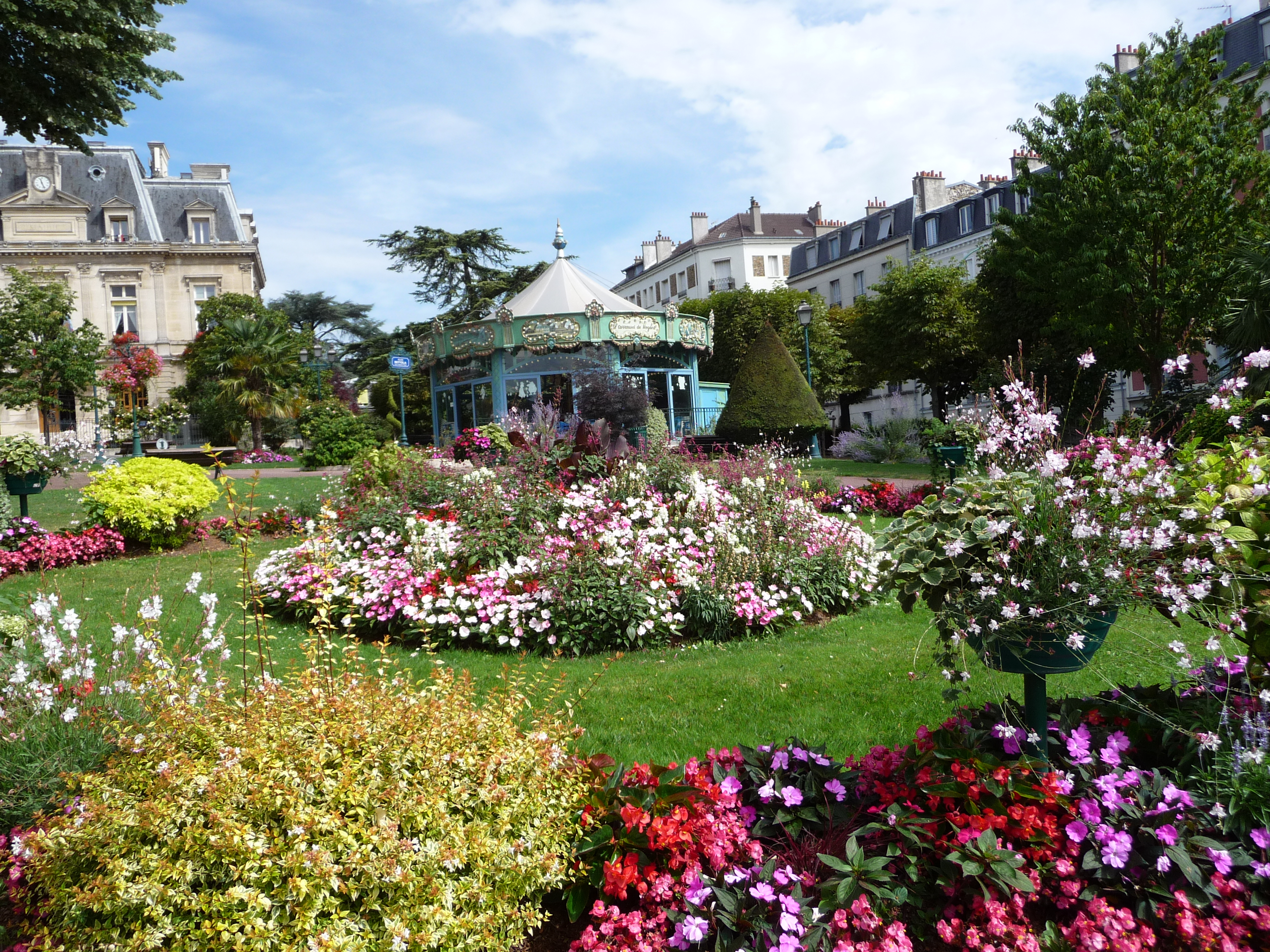
马恩河畔诺让的一处街心花园

马恩河畔诺让位于法国中北部，法兰西岛大区中部和马恩河谷省北部，距离省会克雷泰伊大约7公里。与马恩河畔诺让接壤的市镇包括：巴黎、豐特奈蘇布瓦、马恩河畔勒佩勒、马恩河畔尚皮尼、茹安维尔勒蓬。

### 地形
马恩河畔诺让位于巴黎平原腹地，境内以平原为主，市镇中心地势较为平坦，市区西侧靠近文森森林的区域则略有抬升，全境海拔在36到99米之间。

### 水文
马恩河干流自东向西流经市区南部，该河是塞纳河的右岸支流。马恩河畔诺让也是马恩河流经的最后一座副省会城市。

### 植被
马恩河畔诺让属于温带落叶林区，市区内的主要绿地公园包括瓦托公园（Parc Watteau）、手工业者公园（Parc des Artistes）等，市区西侧与巴黎文森森林接壤。
在鲜花城市的评比中，马恩河畔诺让被评为3星级鲜花城市。

### 气候
马恩河畔诺让在柯本气候分类法中属于温带海洋性气候。
距离马恩河畔诺让最近的气象站位于茹安维尔勒蓬境内，以下为该气象站的数据（其中日照数据取自巴黎蒙苏里公园）：
| 茹安维尔勒蓬1981年－2019年 | 茹安维尔勒蓬1981年－2019年 | 茹安维尔勒蓬1981年－2019年 | 茹安维尔勒蓬1981年－2019年 | 茹安维尔勒蓬1981年－2019年 | 茹安维尔勒蓬1981年－2019年 | 茹安维尔勒蓬1981年－2019年 | 茹安维尔勒蓬1981年－2019年 | 茹安维尔勒蓬1981年－2019年 | 茹安维尔勒蓬1981年－2019年 | 茹安维尔勒蓬1981年－2019年 | 茹安维尔勒蓬1981年－2019年 | 茹安维尔勒蓬1981年－2019年 | 茹安维尔勒蓬1981年－2019年 |
| 月份                       | 1月                        | 2月                        | 3月                        | 4月                        | 5月                        | 6月                        | 7月                        | 8月                        | 9月                        | 10月                       | 11月                       | 12月                       | 全年                       |
| -------------------------- | -------------------------- | -------------------------- | -------------------------- | -------------------------- | -------------------------- | -------------------------- | -------------------------- | -------------------------- | -------------------------- | -------------------------- | -------------------------- | -------------------------- | -------------------------- |
| 历史最高温 °C（°F）        | 17.3 (63.1)                | 19.9 (67.8)                | 25.6 (78.1)                | 31 (88)                    | 33.4 (92.1)                | 38.9 (102.0)               | 39.5 (103.1)               | 41 (106)                   | 34 (93)                    | 31 (88)                    | 22.5 (72.5)                | 17.2 (63.0)                | 41 (106)                   |
| 平均高温 °C（°F）          | 7.3 (45.1)                 | 8.7 (47.7)                 | 12.8 (55.0)                | 16.4 (61.5)                | 20.3 (68.5)                | 23.5 (74.3)                | 26.1 (79.0)                | 25.8 (78.4)                | 21.9 (71.4)                | 16.8 (62.2)                | 11 (52)                    | 7.7 (45.9)                 | 16.5 (61.7)                |
| 日均气温 °C（°F）          | 4.6 (40.3)                 | 5.4 (41.7)                 | 8.6 (47.5)                 | 11.5 (52.7)                | 15.3 (59.5)                | 18.4 (65.1)                | 20.7 (69.3)                | 20.4 (68.7)                | 16.9 (62.4)                | 12.8 (55.0)                | 8 (46)                     | 5.2 (41.4)                 | 12.3 (54.1)                |
| 平均低温 °C（°F）          | 2 (36)                     | 2.1 (35.8)                 | 4.4 (39.9)                 | 6.5 (43.7)                 | 10.2 (50.4)                | 13.3 (55.9)                | 15.3 (59.5)                | 15 (59)                    | 12 (54)                    | 8.9 (48.0)                 | 5 (41)                     | 2.8 (37.0)                 | 8.1 (46.6)                 |
| 历史最低温 °C（°F）        | −15.6 (3.9)                | −12.1 (10.2)               | −6.6 (20.1)                | −2.5 (27.5)                | 1 (34)                     | 4.8 (40.6)                 | 7.5 (45.5)                 | 6.8 (44.2)                 | 4 (39)                     | −1 (30)                    | −6.8 (19.8)                | −9.5 (14.9)                | −15.6 (3.9)                |
| 平均降水量 mm（）          | 55.2 (2.17)                | 45.4 (1.79)                | 50.8 (2.00)                | 50.8 (2.00)                | 62.6 (2.46)                | 54.9 (2.16)                | 60.3 (2.37)                | 52.6 (2.07)                | 50.9 (2.00)                | 62.3 (2.45)                | 54.6 (2.15)                | 61.9 (2.44)                | 662.3 (26.07)              |
| 月均日照時數               | 62.5                       | 79.2                       | 128.9                      | 166                        | 193.8                      | 202.1                      | 212.2                      | 212.1                      | 167.9                      | 117.8                      | 67.7                       | 51.4                       | 1,661.6                    |
| 来源：infoclimat.fr        |                            |                            |                            |                            |                            |                            |                            |                            |                            |                            |                            |                            |                            |

## 行政区划
马恩河畔诺让是法国法兰西岛大区马恩河谷省的一个市镇，编号为94052，它也是马恩河谷省的一个副省会。马恩河畔诺让下辖马恩河畔诺让区，隶属于马恩河谷省第五选区，管理马恩河畔诺让县，另有少量街道被归属至沙朗通勒蓬县，同时也是大巴黎都会区的组成部分。
马恩河畔诺让市镇被划为五个街区，并实行街区自治制度。
法国国家统计与经济研究所（简称）在进行数据统计时，将马恩河畔诺让划入大巴黎都会区，并将包括马恩河畔诺让在内的1,794个市镇设为巴黎城市区。自2020年起，巴黎城市区被包含1,929个市镇的巴黎城市辐射区代替。此外，还将马恩河畔诺让市镇分为了11个“块区”（IRIS），以便于统计人口分布情况。

## 交通

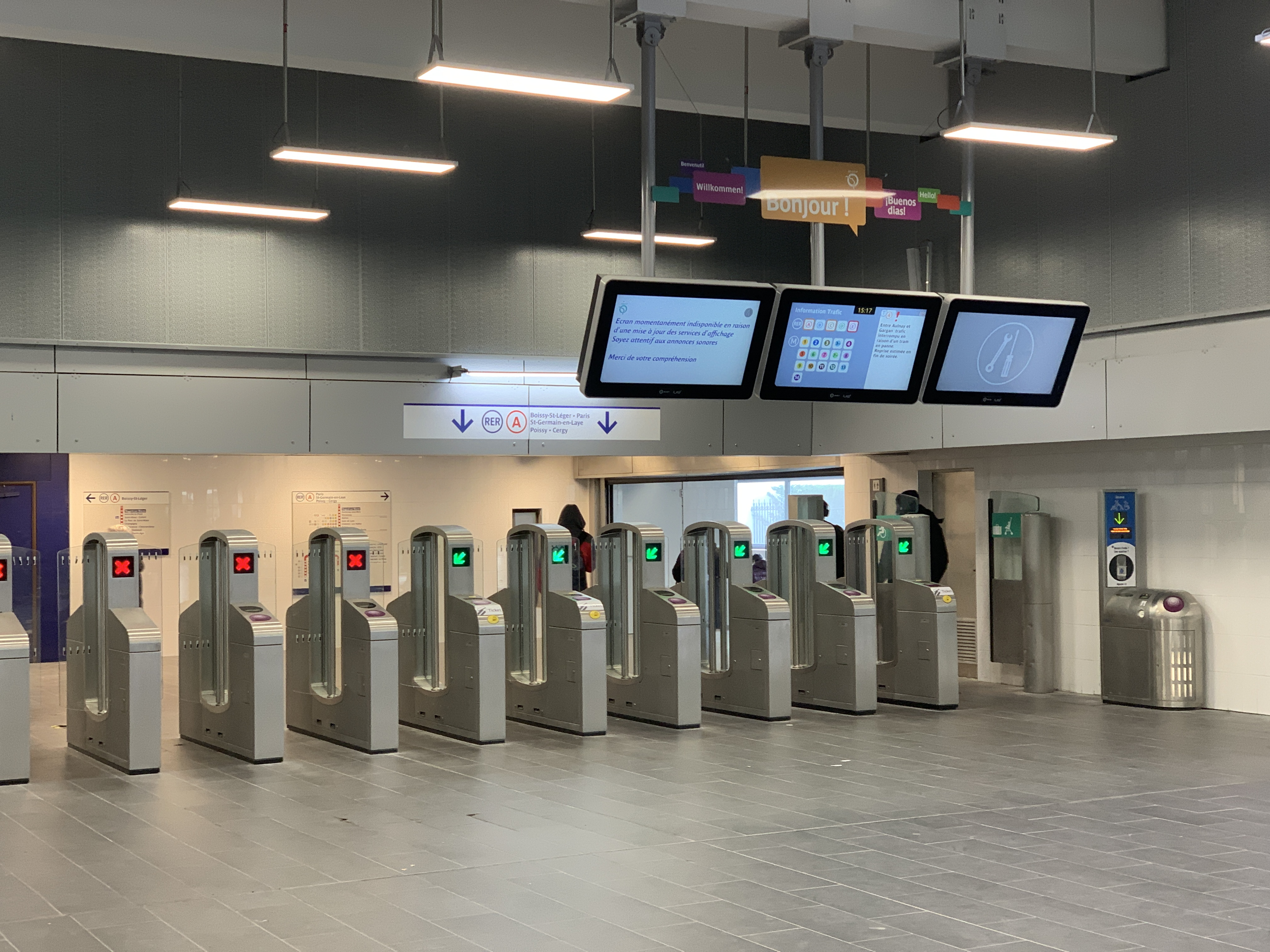
马恩河畔诺让站的闸机

### 公路
A86高速公路以地下隧道的形式经过马恩河畔诺让市区东部，除此之外马恩河畔诺让境内的道路基本完成城市化改造，配套有照明、排水、人行道等设施。
2017年，63.9%的马恩河畔诺让家庭拥有至少一辆私人汽车。2019年，马恩河畔诺让境内共发生各类交通事故57起，造成75人受伤。

### 对外交通
距离马恩河畔诺让最近的长途汽车站、长途客运铁路车站和民用航空站分别为贝西汽车站、巴黎-里昂火车站和巴黎戴高乐机场，距离马恩河畔诺让市中心的公路里程分别约11公里、12公里和23公里。

### 城市公共交通
| 途经马恩河畔诺让境内的主要公共交通线路 |                                                                                   | |
| 类型                                   | 运营商                                                                            | 线路 |
| 块铁                                   | RATP                                                                              | - ：塞尔吉高地站 / 圣日耳曼昂莱站 ↔ 拉德芳斯站 ↔ 沙特雷-大堂站 ↔ 里昂火车站 ↔ 马恩河畔诺让站 ↔ 布瓦西圣莱热站 |
| 块铁                                   | - ：奥斯曼-圣拉扎尔站 ↔ 罗萨·帕克斯站 ↔ 努瓦西勒塞克站 ↔ 诺让-勒佩勒站 ↔ 图尔南站 | |
| 公共汽车                               | RATP                                                                              | - 113：快铁马恩河畔诺让站 ↔ 快铁讷伊-普莱桑斯站 ↔ 快铁谢勒-古尔奈站 ↔ 谢勒-天地商业中心 - 114：地铁万塞讷城堡站 ↔ 快铁站-皮埃尔·塞马 ↔ 快铁诺让-勒佩勒站 ↔ 快铁维勒蒙布勒站 - 116：快铁尚皮尼-圣莫站 ↔ 快铁诺让-勒佩勒站 ↔ 快铁罗尼佩里耶树林站 - 120：快铁马恩河畔诺让站 ↔ 快铁诺让-勒佩勒站 ↔ 快铁大努瓦西站 - 210：地铁万塞讷城堡站 ↔ 快铁站-皮埃尔·塞马 ↔ 快铁诺让-勒佩勒站 ↔ 丰特奈苏布瓦站 ↔ 快铁马恩河畔维利耶站 - 317：快铁诺让-勒佩勒站 ↔ 快铁克雷泰伊站 |
| 公共汽车                               | (N)                                                                               | - N33：巴黎-里昂火车站 ↔ 快铁马恩河畔诺让站 ↔ 马恩河畔维利耶站 - N71：兰日斯国际商贸城 ↔ 快铁诺让-勒佩勒站 ↔ 快铁丰特奈谷站 - N142：巴黎-火车东站 ↔ 快铁诺让-勒佩勒站 ↔ 快铁图尔南站 |
| 公共汽车                               | 1.                                                                                | |

## 政治

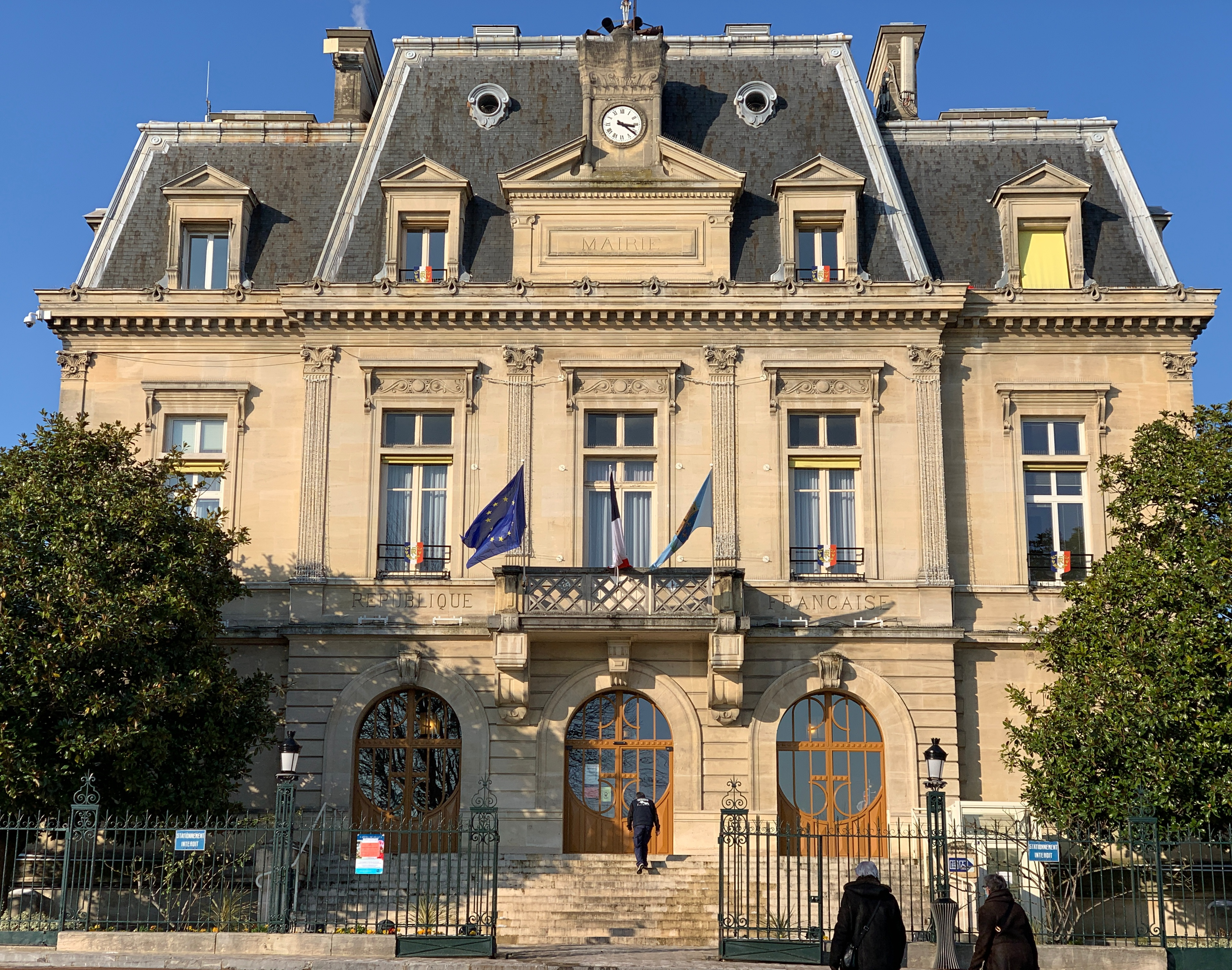
马恩河畔诺让市政厅

马恩河畔诺让的现任市长为雅克·让-保罗·马丹先生，他是一名右翼无党派人士，在2020年的市政选举中获得了41.8%的支持率。
在2017年的法国总统大选中，法国第25任总统埃马纽埃尔·马克龙在马恩河畔诺让获得了85.47%的支持率。
| 马恩河畔诺让历届市长 |                                                          |                                              |
| 任期                 | 市长                                                     | 党派                                         |
| 1944年－1945年       | Georges Charles Vilbert 乔治·夏尔·维尔贝                 | 不详                                         |
| 1945年－1947年       | Pierre Chapel 皮埃尔·沙佩尔                              | DVD右翼无党派人士                            |
| 1947年－1959年       | Charles Léon Gabriel Jobelin 夏尔·莱昂·加布里埃尔·若布兰 | RPF法国人民联盟                              |
| 1959年－1995年       | Roland Nungesser 罗兰·南热瑟                             | RPR保衛共和聯盟                              |
| 1995年－2001年       | Estelle Debaecker 埃丝特勒·德巴克                        | UDF法国民主联盟                              |
| 2001年－             | Jacques J. P. Martin 雅克·让-保罗·马丹                   | UMP人民运动联盟 →LR共和黨 →DVD右翼无党派人士 |

## 人口
2018年，马恩河畔诺让市镇人口数量为32,922，在法国排名第244位。其中男性15,349人，女性17,502人，75岁及以上人口占7.2%，外籍人口数量为7,749人，人口密度为11,758人/平方公里，当地居民被称为（男性）或（女性）。2019年，马恩河畔诺让境内出生481人，死亡人口201人。
| 年份   | 1936   | 1946   | 1954   | 1962   | 1968   | 1975   | 1982   | 1990   | 1999   | 2006   | 2011   | 2016   | 2018   |
| ------ | ------ | ------ | ------ | ------ | ------ | ------ | ------ | ------ | ------ | ------ | ------ | ------ | ------ |
| 人口數 | 21,056 | 21,547 | 23,581 | 24,501 | 26,238 | 25,634 | 24,630 | 25,248 | 28,191 | 30,632 | 31,795 | 31,947 | 32,922 |

## 经济
马恩河畔诺让是一个区域性的中心城市，当地共有各类用人单位6,205家，平均历史为14年，其中99.26%为中小型企业（PME）。（公路小件物流）、（电子元件销售）及（医疗）是当地2019年营业额最高的三个企业，分别为76,572,906欧元、38,799,112欧元和37,728,009欧元。

## 财政收入
2019年，马恩河畔诺让的财政收入总额为55,179,600欧元，财政支出总额为50,458,700欧元，当年的债务总额为24,589,800欧元。2020年，马恩河畔诺让共获得3,100,093欧元的国家财政补助，比上一年减少了0.01%。
2017年，马恩河畔诺让的人均月收入总额为3,587欧元，其中高级职员为4,851欧元，高于法国平均水平（4,214欧元）；中级职员为2,645欧元，高于法国平均水平（2,353欧元）；普通职员为2,019欧元，亦高于法国平均水平（1,690欧元）。
2017年，马恩河畔诺让境内的青壮年（15至64岁）失业率为9.6%，当地73.2%的家庭拥有纳税资格，平均纳税8,767欧元，高于法国平均水平（3,888欧元）。

## 社会事务

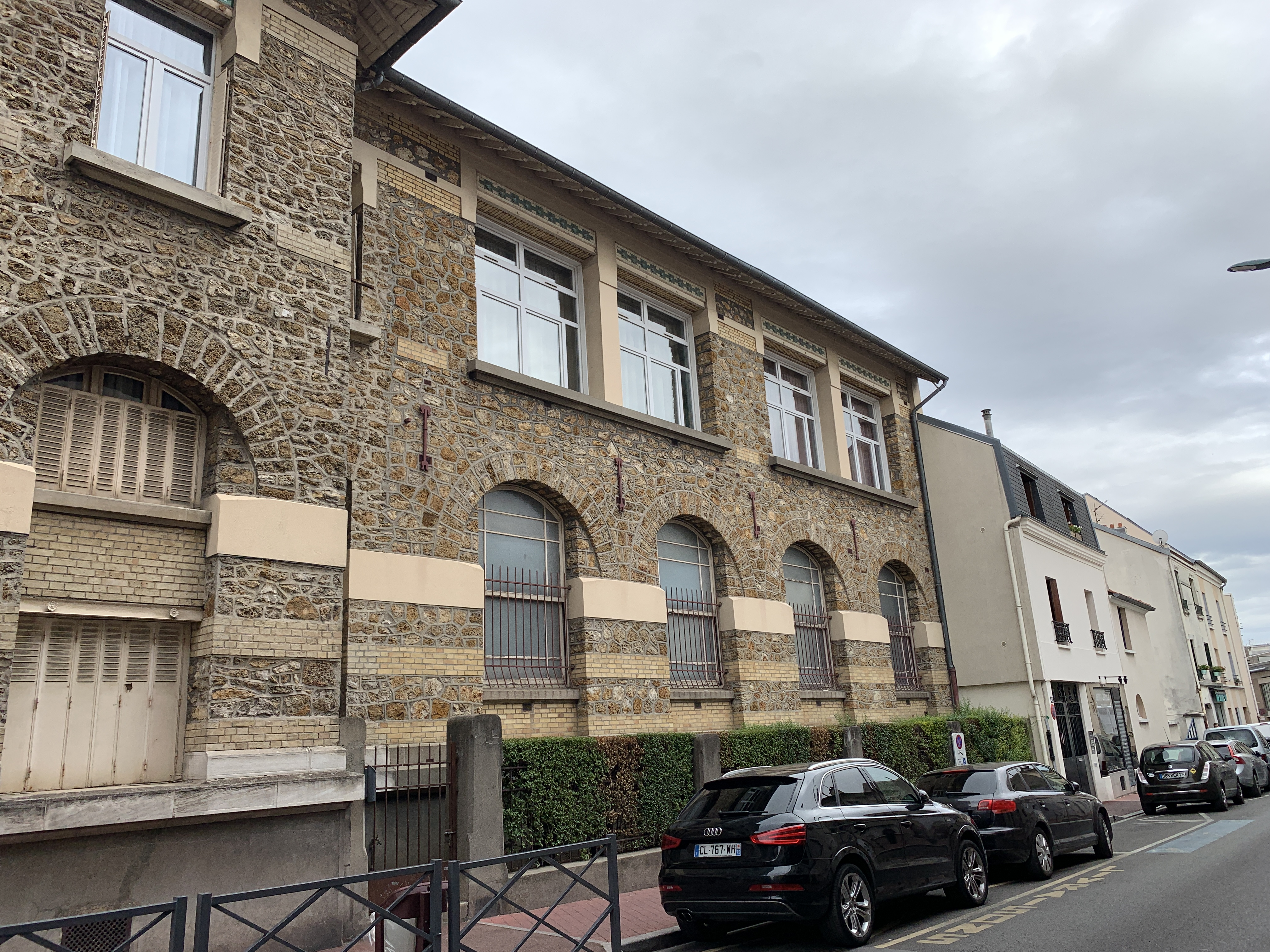
保罗·贝尔市政学校

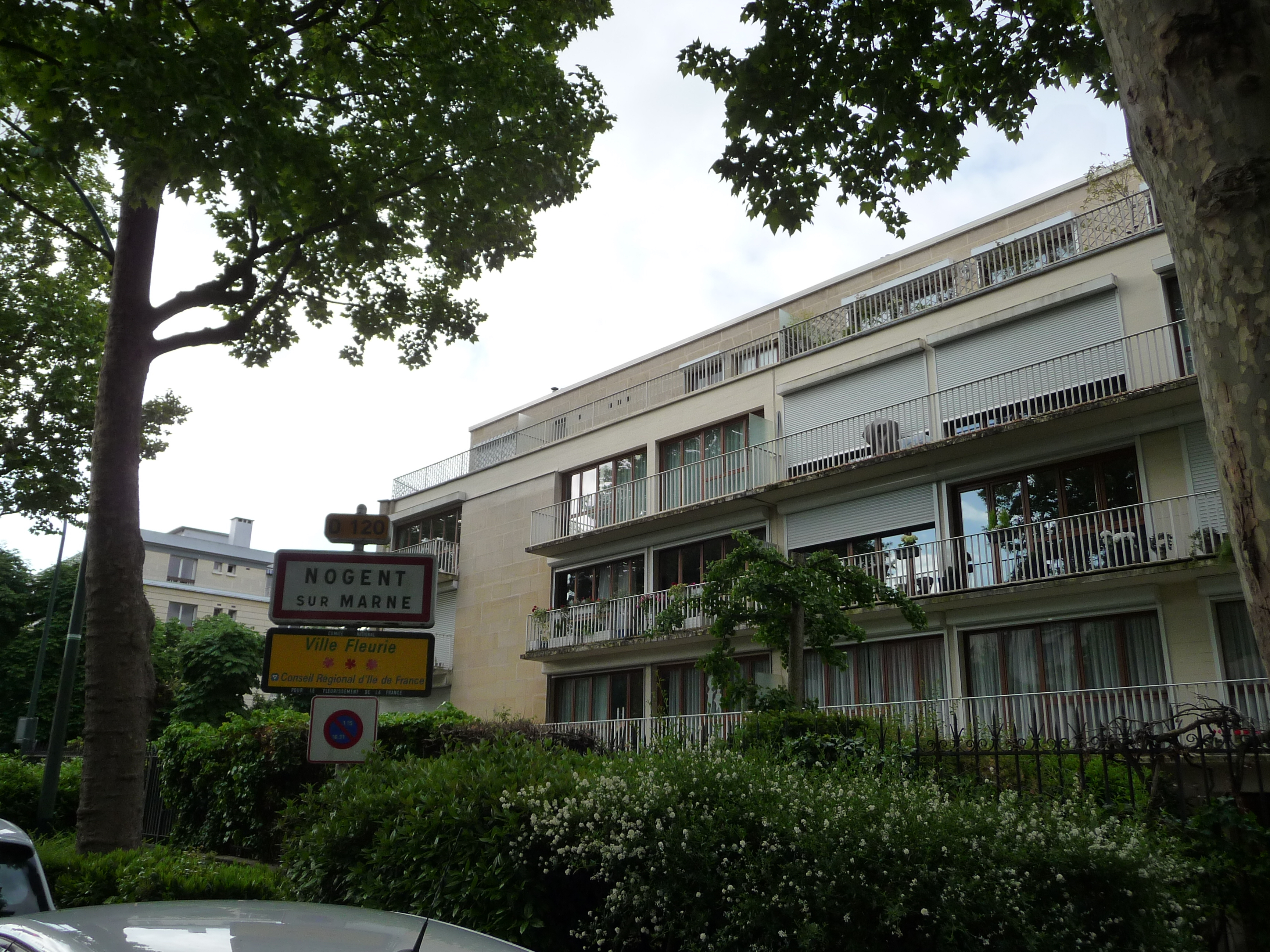
现代居民建筑

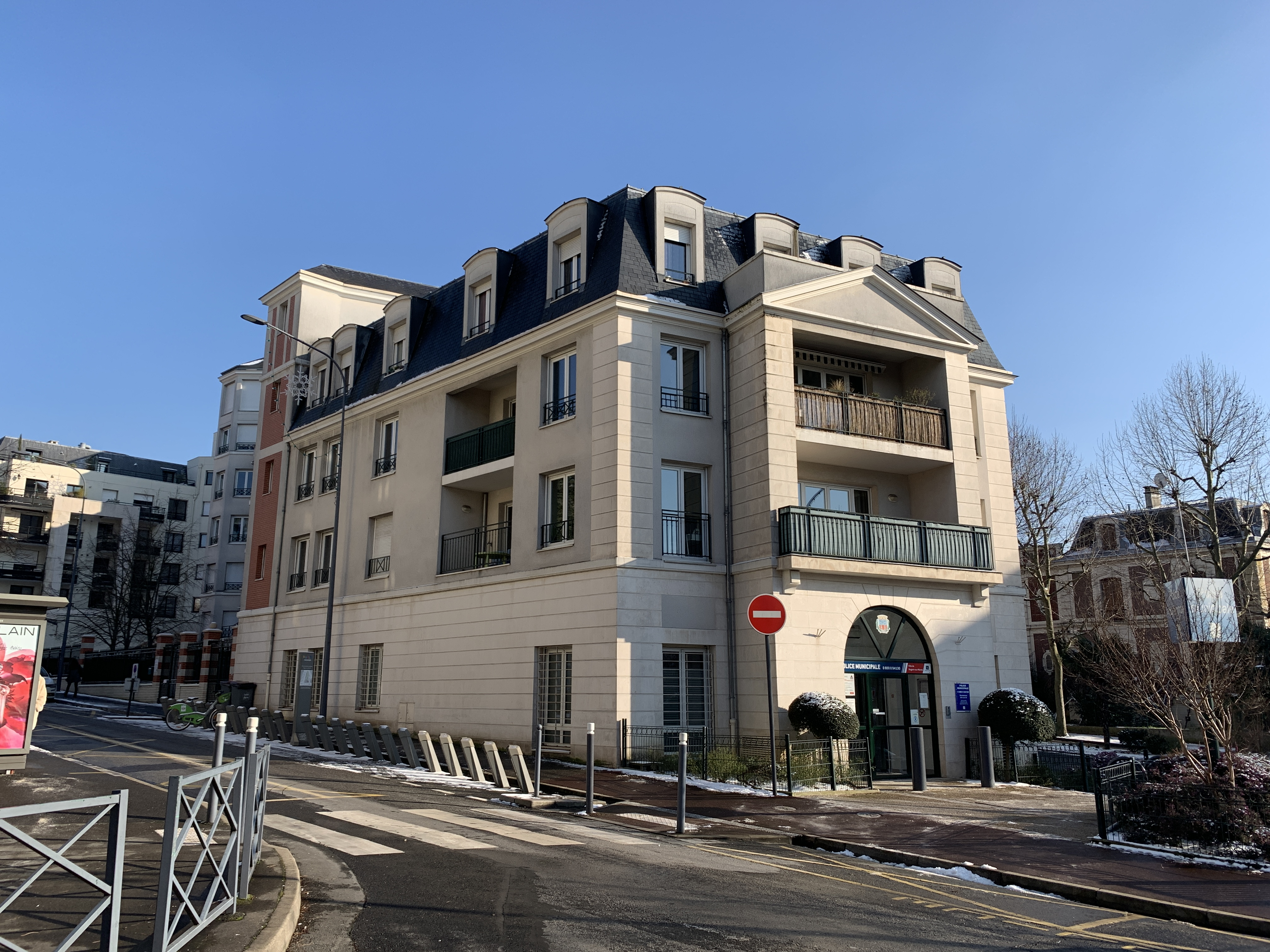
马恩河畔诺让派出所

### 教育
马恩河畔诺让属于克雷泰伊学区。截止2019年1月1日，马恩河畔诺让境内共有3所幼儿园、10所小学、6所初级中学、4所普通高中和1所职业高中。2018至2019学年度，马恩河畔诺让境内共有在校中等教育阶段学生5,583名。

### 医疗
截止2019年1月1日，马恩河畔诺让境内共有全科医生29名、保健师39名、牙医24名、护士30名、耳科医生3名、眼科医生3名、皮肤科医生1名、助产士3名、儿科医生7名和妇科医生6名。境内共有药房13家、养老院4家、残疾人帮扶中心1家。
距离马恩河畔诺让最近的综合性医院是位于克雷泰伊境内的亨利·蒙多大学中心医院，该院距离马恩河畔诺让市区大约5公里，设有806个床位，是马恩河谷省内规模最大的公立综合性医院。除此之外，马恩河畔诺让境内还有一家名叫的私人综合性医院。

### 住房
2017年，马恩河畔诺让境内共有各类住房16,644套，其中13.9%为独立式居民区，85%为集中式居民区。常住房屋占马恩河畔诺让市镇范围内居民建筑总量的89.2%。
在住房保障政策方面，2017年，马恩河畔诺让境内共有1,666户家庭获得了住房经济补助，受益人数占总人口数量的5.1%，其中1,629份为房租补助。

### 商业
2019年，马恩河畔诺让境内共有各类实体商铺651家，其中餐厅82家、大型超市8家、杂货店14家、面包房16家、肉铺6家、书店8家、银行门店19家、美容美发店35家、汽车维修店9家。市中心有一家Franprix和G20超市。

### 体育
2019年，马恩河畔诺让境内共有1家游泳池、7间体育馆、2座综合体育场、7处网球场、1处马术场、1处足球或橄榄球场以及4处篮球或排球场。
截至2021年4月，马恩河畔诺让境内共有两支注册足球俱乐部，其中一支为五人制足球队，

### 环境
马恩河畔诺让的环境事务由其所属的公共社区负责。2019年，马恩河畔诺让境内共有1家污染企业。

### 治安
2019年，马恩河畔诺让市镇范围内有1处派出所。
2014年，马恩河畔诺让及附近地区共发生各类案件4,868起，其中盗窃类案件3,240起，经济类案件653起，毒品交易类案件228起。

## 文化
2019年，马恩河畔诺让境内共有1家剧场、1家电影院和1家博物馆。马恩河畔诺让市政府提供多媒体中心，向公众全年开放。

### 建筑
马恩河畔诺让境内有多处法国国家文物保护单位，其中手工业博物馆、皇宫电影院等为当地的代表性建筑物。

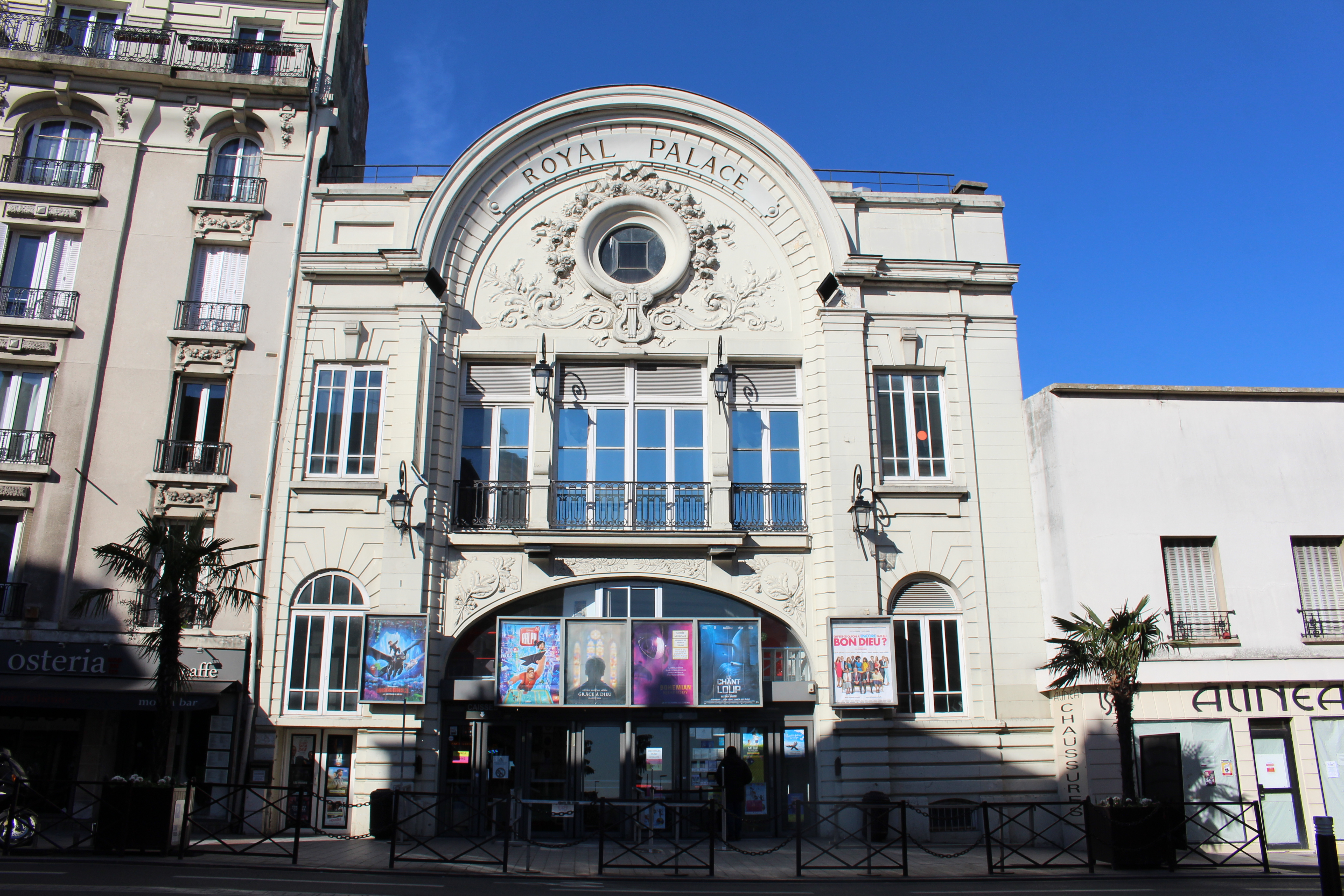
皇宫电影院
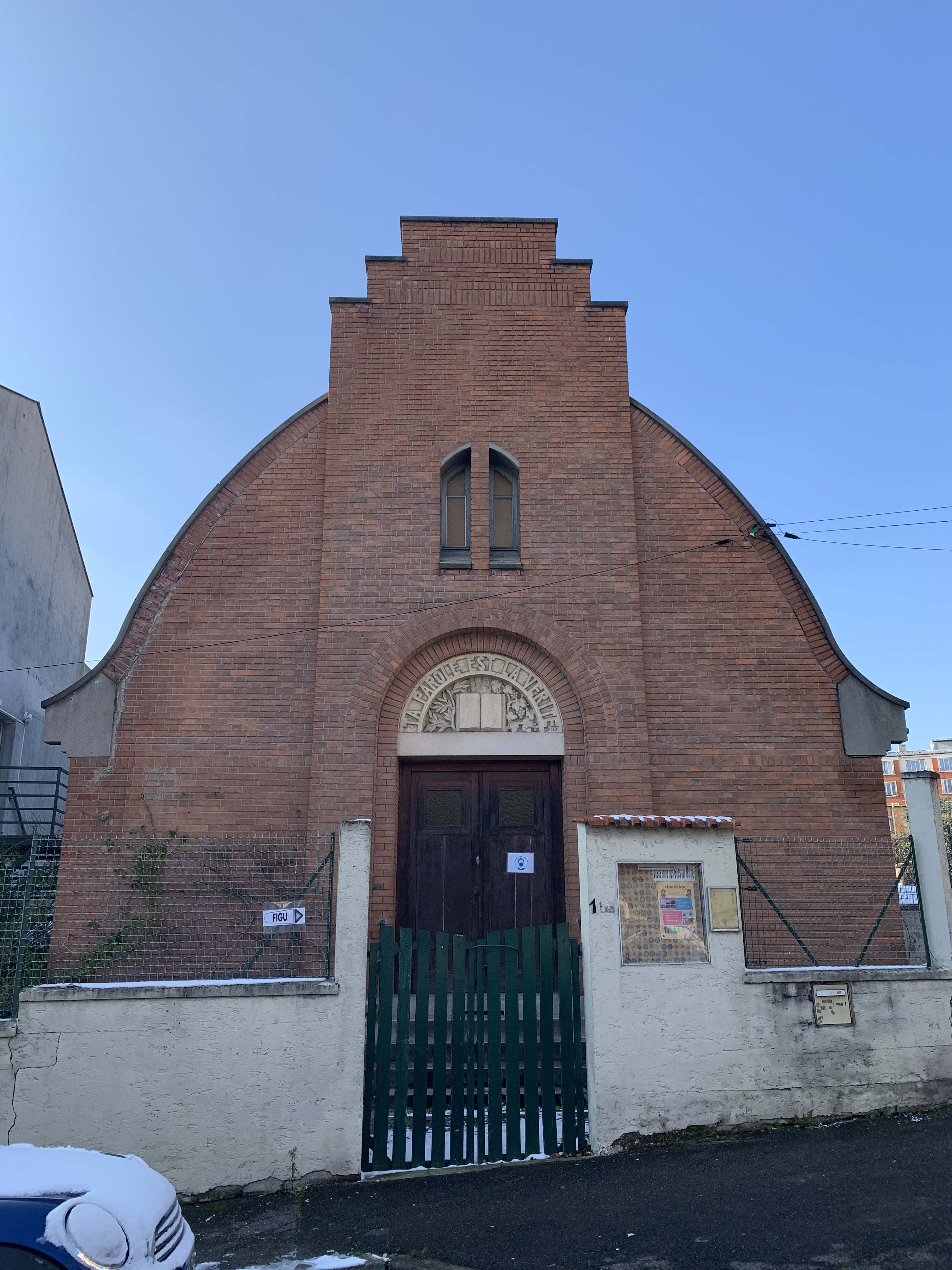
新教教堂
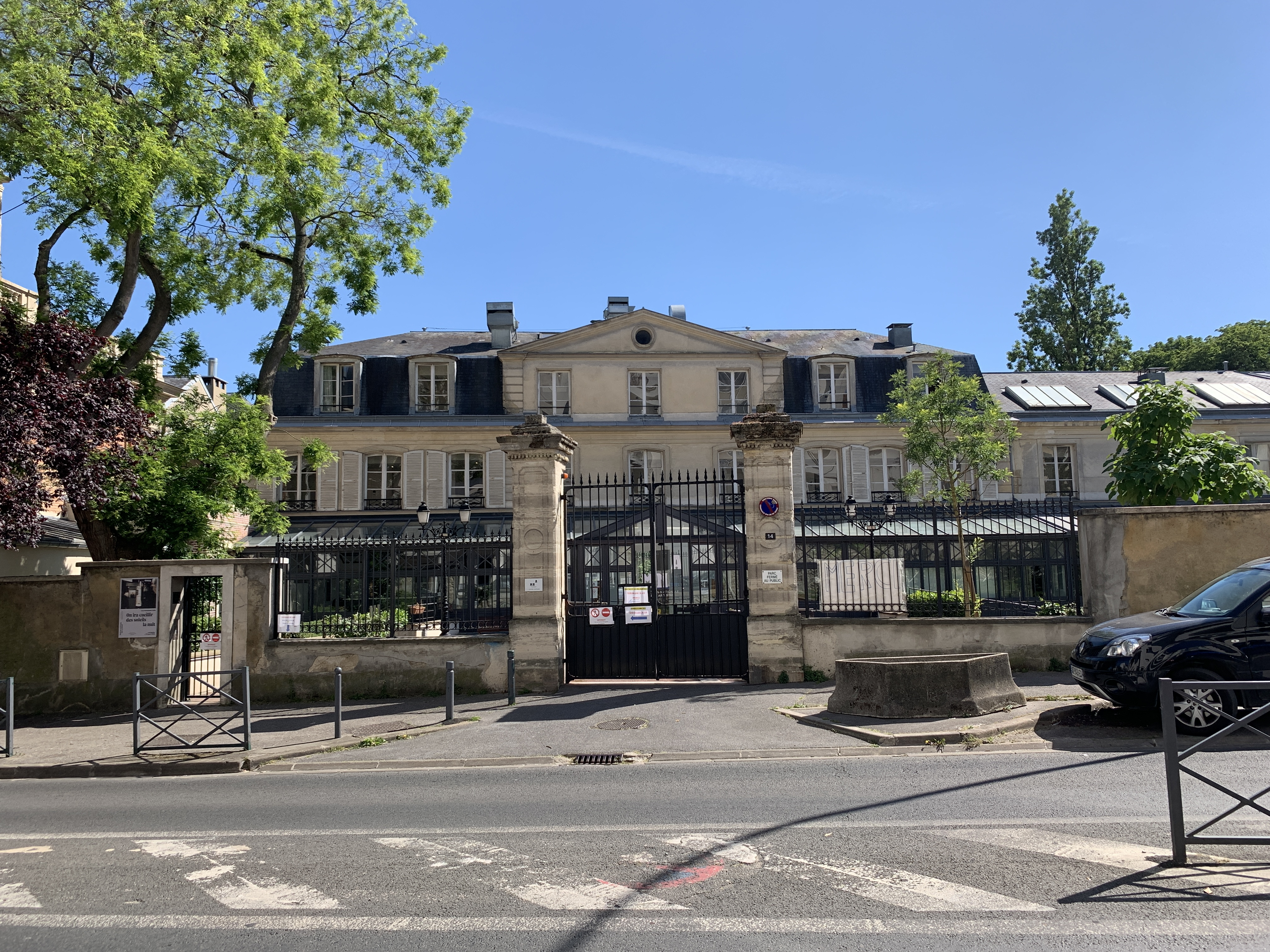
手工业博物馆
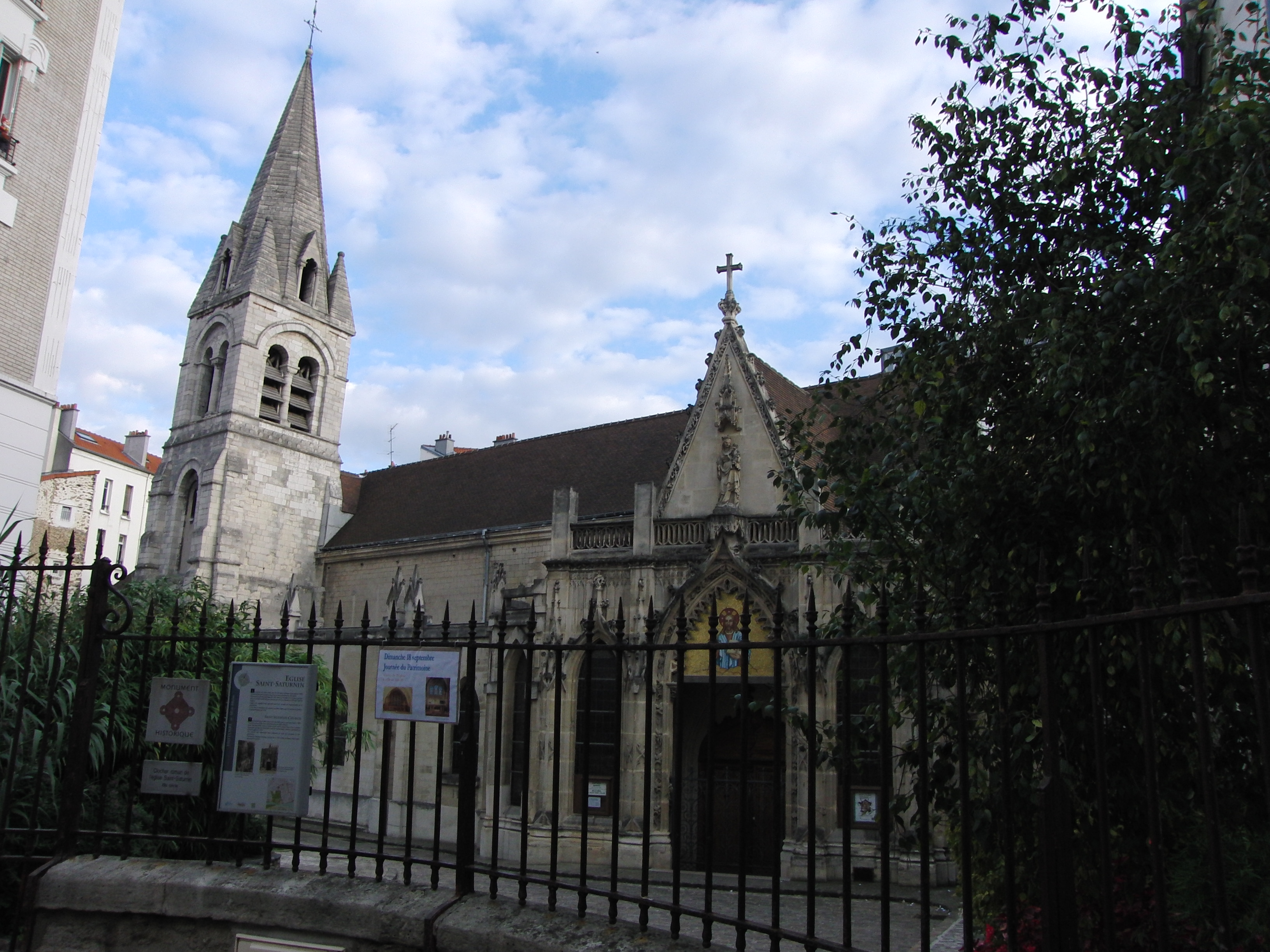
圣萨蒂南教堂
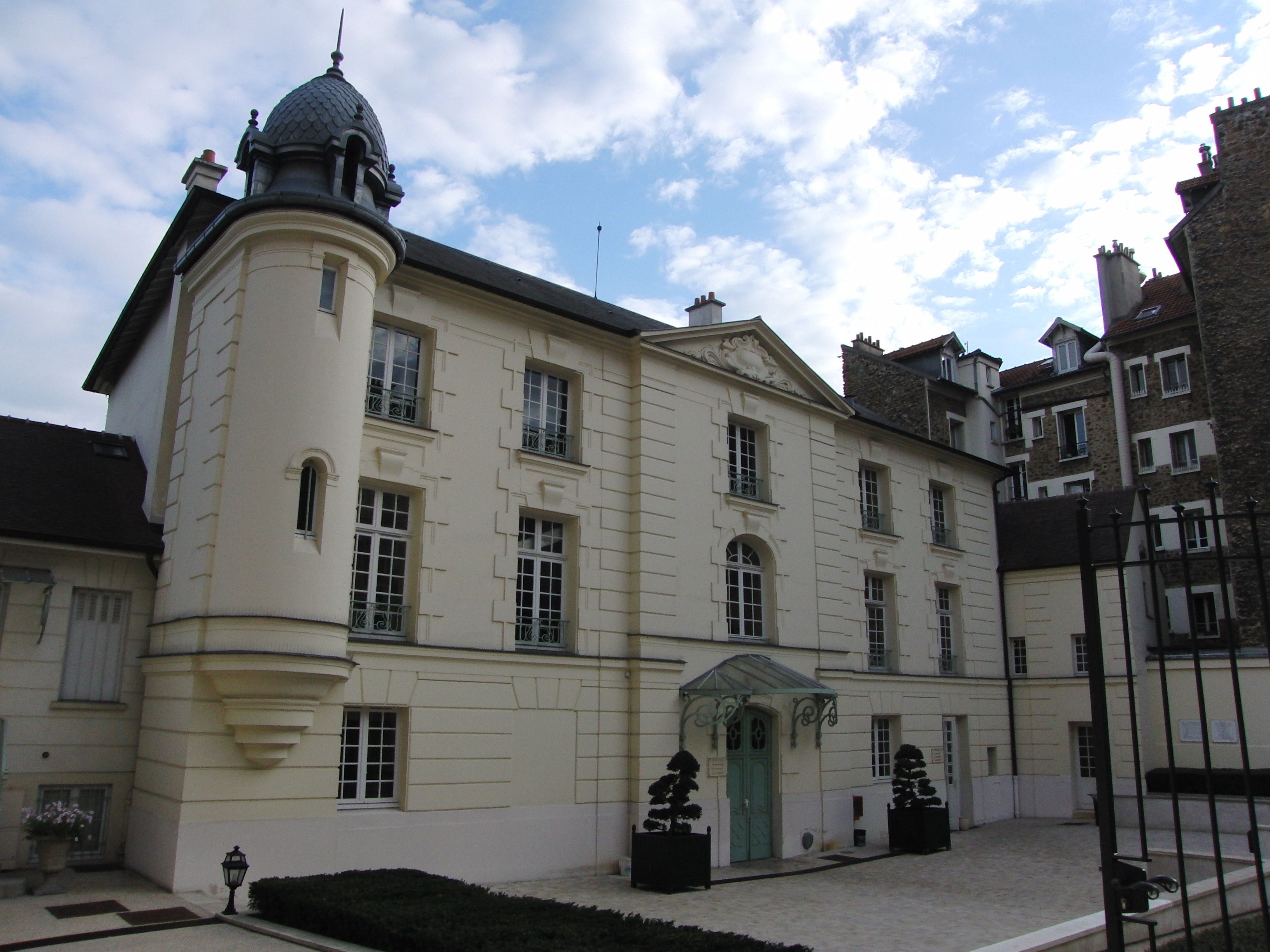
夸尼亚尔宫
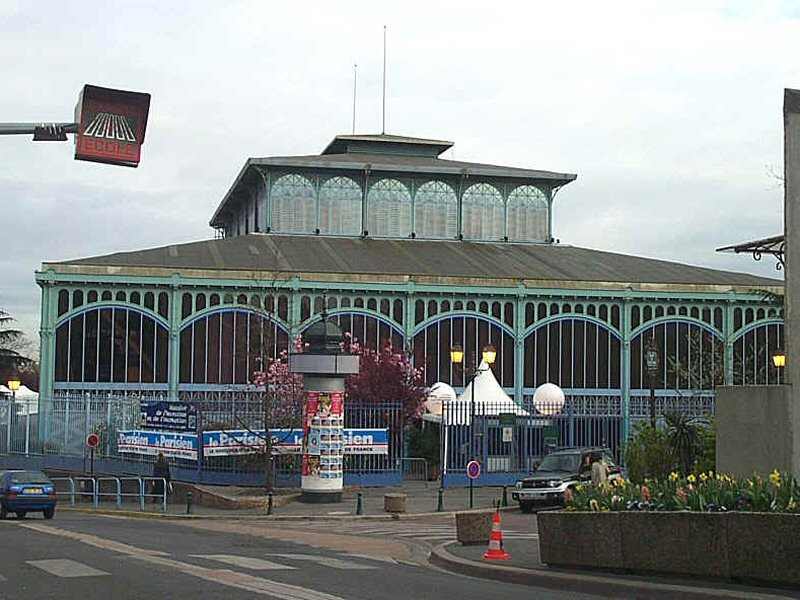
巴尔塔尔大堂

### 旅游
马恩河畔诺让的旅游事务由其所属的公共社区负责。2020年，马恩河畔诺让境内共有3家宾馆共计220间房间。

### 媒体
法国主要的媒体均可在马恩河畔诺让接收，法国电视三台下属的法兰西岛大区频道在部分时段播出马恩河畔诺让所属区域的地方新闻。

## 相关人物
法国伊斯兰学者路易·马西尼翁、音乐家让·萨布隆、画家让·代罗勒和漫画家尚·吉羅出生于马恩河畔诺让。
逝世于马恩河畔诺让的重要人物则有法国画家让-安托万·华托、电影家安德烈·巴赞和中国雕塑家张充仁。

## 友好城市
截至2021年4月，马恩河畔诺让共与四座城市和一个自然区域建立了友好关系：
- 德国 锡格堡
- 義大利 努雷河谷（法语：Val de Nure）（贝托拉、法里尼、费列雷）
- 瑞士 伊韦尔东莱班
- 葡萄牙 纳扎雷
- 波蘭 博萊斯瓦維茨